# Krmed
Krmed (olaszul: Carmedo) falu Horvátországban, Isztria megyében. Közigazgatásilag Baléhoz tartozik.

## Fekvése
Az Isztriai-félsziget nyugati részén, Rovinjtól 13 km-re keletre, községközpontjától 7 km-re északkeletre az A9-es autóút és a Bale–Smoljanci–Svetvinčenat út mellett fekszik. Felszínén a számos magaslat között a megművelt sík területek dominálnak.

## Története
A település területe már a történelem előtti időben is lakott volt. A számos várhely közül a legismertebb és legnagyobb Stari grad. A római korból és a kora középkorból nincsen adat, de a falu a 13. században már kétségen kívül létezett. A járványok következtében lakossága kipusztult és a 16. században Dalmáciából a török elől menekülőkkel telepítették be.
1880-ban 229, 1910-ben 302 lakosa volt. Az első világháború következményei nagy politikai változásokta hoztak Isztrián. 1920-tól 1943-ig Isztriával együtt olasz uralom alá tartozott. Az olasz kapitulációt (1943. szeptember 8.) követően Isztria német megszállás alá került, amely 1945-ig tartott. A település végül csak 1945. május elején szabadult fel. A háborút hosszas diplomáciai harc követte Jugoszlávia és Olaszország között Isztria birtoklásáért. Az 1947-es párizsi békekonferencia Jugoszláviának ítélte, aminek következtében az olasz anyanyelvű lakosság Olaszországba menekült. 1991-óta a független Horvátországhoz tartozik. 2011-ben a falunak 73 lakosa volt. Lakói mezőgazdasággal (szőlő, olajbogyó, gabona) és állattartással foglalkoznak.

## Lakosság
| Lakosság változása | Lakosság változása | Lakosság változása | Lakosság változása | Lakosság változása | Lakosság változása | Lakosság változása | Lakosság változása | Lakosság változása | Lakosság változása | Lakosság változása | Lakosság változása | Lakosság változása | Lakosság változása | Lakosság változása | Lakosság változása |
| ------------------ | ------------------ | ------------------ | ------------------ | ------------------ | ------------------ | ------------------ | ------------------ | ------------------ | ------------------ | ------------------ | ------------------ | ------------------ | ------------------ | ------------------ | ------------------ |
| 1857               | 1869               | 1880               | 1890               | 1900               | 1910               | 1921               | 1931               | 1948               | 1953               | 1961               | 1971               | 1981               | 1991               | 2001               | 2011               |
| 0                  | 0                  | 229                | 222                | 260                | 302                | 340                | 340                | 303                | 281                | 212                | 142                | 106                | 76                 | 69                 | 73                 |

## Nevezetességei
- A todoloni Szent Péter-templom[4] a Baléhez tartozó Todolon-domb nyugati lejtőjén, egy megközelíthetetlen szikla tetején található. Az egyhajós, téglalap alaprajzú épület, szűk sorokban egymásra rakott faragott kőtömbökből épült. Az északi falhoz egy csúcsíves boltozatú kápolna épült. A templom nyugati homlokzatát a templommal 1904-ben renoválták, amit a portál feletti felirat is bizonyít. A kapu melletti falba kőből készült áthidalót építettek az adományozó bevésett nevével. A falak megőrizték az eredeti vakolatot, a későbbi rétegek alatt a középkori falfestmények nyomaival. Falazott kőoltár nyomai megmaradtak. A homlokzati vakolatban 20. század graffitik láthatók bekarcolva.
- Szent Elizeus tiszteletére szentelt temploma 1967-ben épült a régi templom helyén. Homlokzatába két régi dombormű van befalazva, amelyek csillagokat és köröket, valamint az IHS monogramot ábrázolják.
- A faluban emlékművet állítottak a fasizmus áldozatainak.